# Faunis klados
Faunis klados är en fjärilsart som beskrevs av Brooks 1933. Faunis klados ingår i släktet Faunis och familjen praktfjärilar. Inga underarter finns listade i Catalogue of Life.